# Serdar Eylik
Serdar Eylik (* 1. Februar 1990 in Elazığ) ist ein türkischer Fußballspieler.

## Karriere

### Verein
Eylik begann mit neun Jahren Fußball zu spielen. 2007 war sein Debüt als Mittelfeldspieler in der türkischen U17-Nationalmannschaft. 2008 erzielte Serdar Eylik sein erstes Tor gegen die rumänische U19-Nationalmannschaft als Spieler der türkischen U19-Nationalmannschaft. 2009 nahm Serdar Eylik in Stuttgart am 19. Mercedes-Benz Junior Cup mit der U20-Mannschaft von Galatasaray teil. Eylik erreichte mit der Mannschaft den achten Rang und wurde zum besten Spieler des Turniers gewählt.
In der Saison 2009/2010 wird Serdar Eylik für die Mannschaft von Trainer Frank Rijkaard spielen. Er war mit der Mannschaft in den Niederlanden im Trainingslager und war der einzige Spieler, der von der Jugendmannschaft kam und in der A-Mannschaft des türkischen Erstligisten Galatasaray blieb. Am 23. Juli 2009 war sein erstes offizielles Spiel mit Galatasaray gegen die kasachische Mannschaft FC Tobyl Qostanai. Er war in der Startelf als Rechtsaußen. Er wurde in der 57. Minute gefoult und war zwei Minuten ohnmächtig, worauf er in ein Krankenhaus in Kostanay gebracht wurde. Sein erstes Spiel in der Turkcell Süper Lig machte Eylik am 1. November 2009 gegen Sivasspor, nachdem er für Arda Turan eingewechselt wurde.
Die Rückrunde der Saison 2009/10 spielte er für den Zweitligisten Orduspor, wurde aber dann an Denizlispor ausgeliehen. Die Hinrunde der Spielzeit verbrachte er als Leihspieler bei Karşıyaka SK und die Rückrunde der gleichen Saison bei Giresunspor.
Zur Saison 2012/13 wechselte er auf Leihbasis zum türkischen Zweitligisten Kayseri Erciyesspor. Bei Kayseri Erciyesspor gehört Eylik zur Stammformation und wurde mit der Mannschaft Meister der Zweiten türkischen Liga. In der Saison 2013/14 wird er für ein Jahr bei Ankaraspor spielen.
Im Sommer 2014 verließ Eylik Galatasaray endgültig und wechselte zum Zweitligisten Samsunspor. Diesen Verein verließ er in der Winterpause 2014/15 Richtung Ligarivale Şanlıurfaspor und spielte hier bis zum Saisonende. Nachdem er bis 2019 für 6 weitere Vereine jeweils kurze Zeit aktiv war, ist er seither durchgehend bei Ankara Demirspor engagiert.

### Nationalmannschaft
Eylik durchlief von der türkischen U-17- bis zur U-21-Nationalmannschaft all Altersstufen des türkischen Fußballverbandes.

## Erfolge
Mit Kayseri Erciyesspor
- Meister der TFF 1. Lig und Aufstieg in die Süper Lig: 2012/13